# Liste der Kulturdenkmale in Proschwitz (Meißen)
In der Liste der Kulturdenkmale in Proschwitz sind die Kulturdenkmale der im Norden der Stadt Meißen am rechten Ufer der Elbe gelegenen Gemarkung Proschwitz verzeichnet, die bis Februar 2021 vom Landesamt für Denkmalpflege Sachsen erfasst wurden (ohne archäologische Kulturdenkmale). Die Anmerkungen sind zu beachten.
Diese Aufzählung ist eine Teilmenge der Liste der Kulturdenkmale in Meißen.

## Liste der Kulturdenkmale in Proschwitz
| Bild           | Bezeichnung | Lage                                              | Datierung | Beschreibung | ID       |
| -------------- | --- | ------------------------------------------------- | --- | --- | -------- |
| Weitere Bilder | Wohnhaus mit großem Gartengrundstück (Schechhäusel Proschwitz) | An den Katzenstufen 2 (Karte)                     | Ende 18. Jahrhundert | Ortsgeschichtlich, landschaftsgestaltend und hausgeschichtlich von Bedeutung, weithin sichtbar auf einem Felsen oberhalb der Elbe | 09268074 |
| Weitere Bilder | Sachgesamtheit Schloss Proschwitz | Heiliger Grund 2 (Proschwitzer Straße 11) (Karte) | 18. Jahrhundert | Sachgesamtheit Schloss Proschwitz, mit den Einzeldenkmalen: Schloss mit Nebengebäuden, Schlosspark mit Pavillon und Skulpturen, Denkmal und Brunnen sowie die Einfriedungsmauer mit Haupt- und Seitenportalen (Obj. 09268072) und das vermutliche Pächterhaus der Gutsanlage (Obj. 09300861); geschichtlich, künstlerisch, landschaftsgestaltend von Bedeutung, ortsbildprägend, bedeutende barocke Schloss- und Parkanlage | 09300978 |
| Weitere Bilder | Schlossgebäude (mit Gartensaal/Wintergarten, Freitreppe und Terrasse) mit gegenüberliegendem Dienerhaus/Nebengebäude, Schlosspark mit Gartenhaus und Skulpturen, Denkmal und Brunnen, Einfriedungsmauer mit Haupt- und Seitenportalen sowie Stützmauern (Einzeldenkmale der Sachgesamtheit 09300978) | Heiliger Grund 2 (Karte)                          | Nach 1704 (Schloss); 1789 (Gartenhaus); zwischen 1790 und 1859, zwischen 1859 und 1909 Erweiterung (Schlosspark); 1913 (Kronentor) | Einzeldenkmale der Sachgesamtheit Schloss Proschwitz; geschichtlich, künstlerisch, landschaftsgestaltend von Bedeutung, ortsbildprägend, bedeutende barocke Schloss- und Parkanlage, ansehnliche barocke Schlossanlage mit großzügigem Treppenhaus im Inneren, Gartenhaus 1988 aus dem Rothschönberger Schlossgarten nach Proschwitz transloziert                                                                           | 09268072 |
| Weitere Bilder | Wohnstallhaus (Nr. 12) und Auszugshaus (Nr. 10, mit Kumthalle) eines Bauernhofes, dazu die Reste der Hofmauer | Proschwitzer Straße 10, 12 (Karte)                | Um 1860 | Sozialgeschichtlich und baugeschichtlich von Bedeutung, Zeugnis bäuerlicher Lebensweise vergangener Zeiten, Wohnstallhaus mit Palladio-Fenster im Giebel | 09266465 |
| Weitere Bilder | Ehemaliges Gärtnerwohnhaus der Gutsanlage mit seinem angebauten Nebengebäude (Einzeldenkmal der Sachgesamtheit 09300978) | Proschwitzer Straße 11 (Karte)                    | Portal bezeichnet mit 1868 (Gärtnerwohnung); 1868 (Nebengebäude)                                                                   | Einzeldenkmal der Sachgesamtheit Schloss Proschwitz; baugeschichtlich und ortsgeschichtlich von Bedeutung | 09300861 |

## Tabellenlegende
- Bild: Bild des Kulturdenkmals, ggf. zusätzlich mit einem Link zu weiteren Fotos des Kulturdenkmals im Medienarchiv Wikimedia Commons. Wenn man auf das Kamerasymbol klickt, können Fotos zu Kulturdenkmalen aus dieser Liste hochgeladen werden:
- Bezeichnung: Denkmalgeschützte Objekte und ggf. Bauwerksname des Kulturdenkmals
- Lage: Straßenname und Hausnummer oder Flurstücknummer des Kulturdenkmals. Die Grundsortierung der Liste erfolgt nach dieser Adresse. Der Link (Karte) führt zu verschiedenen Kartendiensten mit der Position des Kulturdenkmals. Fehlt dieser Link, wurden die Koordinaten noch nicht eingetragen. Sind diese bekannt, können sie über ein Tool mit einer Kartenansicht einfach nachgetragen werden. In dieser Kartenansicht sind Kulturdenkmale ohne Koordinaten mit einem roten bzw. orangen Marker dargestellt und können durch Verschieben auf die richtige Position in der Karte mit Koordinaten versehen werden. Kulturdenkmale ohne Bild sind an einem blauen bzw. roten Marker erkennbar.
- Datierung: Baubeginn, Fertigstellung, Datum der Erstnennung oder grobe zeitliche Einordnung entsprechend des Eintrags in der sächsischen Denkmaldatenbank
- Beschreibung: Kurzcharakteristik des Kulturdenkmals entsprechend des Eintrags in der sächsischen Denkmaldatenbank, ggf. ergänzt durch die dort nur selten veröffentlichten Erfassungstexte oder zusätzliche Informationen
- ID: Vom Landesamt für Denkmalpflege Sachsen vergebene, das Kulturdenkmal eindeutig identifizierende Objekt-Nummer. Der Link führt zum PDF-Denkmaldokument des Landesamtes für Denkmalpflege Sachsen. Bei ehemaligen Kulturdenkmalen können die Objektnummern unbekannt sein und deshalb fehlen bzw. die Links von aus der Datenbank entfernten Objektnummern ins Leere führen. Ein ggf. vorhandenes Icon  führt zu den Angaben des Kulturdenkmals bei Wikidata.